# Puchar Świata w skokach narciarskich w Zaō
Puchar Świata w skokach narciarskich w Zaō – zawody w skokach narciarskich, przeprowadzane w ramach Pucharu Świata kobiet w skokach narciarskich, nieprzerwanie od sezonu 2011/2012. Zawody są rozgrywane na skoczni normalnej Yamagata.

## Podium poszczególnych konkursów PŚ w Zaō
| Lp  | Data             | Sezon     | HS     | Uwagi | 1. miejsce                                                                          | 2. miejsce                                                                                       | 3. miejsce                                                                                   |
| --- | ---------------- | --------- | ------ | ----- | ----------------------------------------------------------------------------------- | ------------------------------------------------------------------------------------------------ | -------------------------------------------------------------------------------------------- |
| 1.  | 3 marca 2012     | 2011/2012 | HS-100 | [ 1 ] | Sarah Hendrickson                                                                   | Sara Takanashi                                                                                   | Daniela Iraschko                                                                             |
| 2.  | 3 marca 2012     | 2011/2012 | HS-100 | [ 2 ] | Sara Takanashi                                                                      | Sarah Hendrickson                                                                                | Ulrike Gräßler                                                                               |
| 3.  | 4 marca 2012     | 2011/2012 | HS-100 | –     | Sarah Hendrickson                                                                   | Sara Takanashi                                                                                   | Daniela Iraschko                                                                             |
| 4.  | 10 lutego 2013   | 2012/2013 | HS-100 | [ 3 ] | Sara Takanashi                                                                      | J. Seifriedsberger                                                                               | Carina Vogt                                                                                  |
| 5.  | 10 lutego 2013   | 2012/2013 | HS-100 | –     | Sara Takanashi                                                                      | J. Seifriedsberger                                                                               | Sarah Hendrickson                                                                            |
| 6.  | 18 stycznia 2014 | 2013/2014 | HS-100 | –     | Sara Takanashi                                                                      | Yūki Itō                                                                                         | Carina Vogt                                                                                  |
| 7.  | 19 stycznia 2014 | 2013/2014 | HS-100 | –     | Sara Takanashi                                                                      | Carina Vogt                                                                                      | Bigna Windmüller                                                                             |
| –   | 17 stycznia 2015 | 2014/2015 | HS-100 | [ 4 ] | odwołany                                                                            | odwołany                                                                                         | odwołany                                                                                     |
| 8.  | 18 stycznia 2015 | 2014/2015 | HS-100 | [ 2 ] | Carina Vogt                                                                         | Irina Awwakumowa                                                                                 | Špela Rogelj                                                                                 |
| 9.  | 22 stycznia 2016 | 2015/2016 | HS-100 | [ 2 ] | Sara Takanashi                                                                      | Daniela Iraschko-Stolz                                                                           | Maja Vtič                                                                                    |
| 10. | 23 stycznia 2016 | 2015/2016 | HS-100 | –     | Sara Takanashi                                                                      | Maja Vtič                                                                                        | Ema Klinec                                                                                   |
| 11. | 20 stycznia 2017 | 2016/2017 | HS-103 | –     | Yūki Itō                                                                            | Manuela Malsiner                                                                                 | Irina Awwakumowa                                                                             |
| 12. | 21 stycznia 2017 | 2016/2017 | HS-103 | –     | Yūki Itō                                                                            | Sara Takanashi                                                                                   | Maren Lundby                                                                                 |
| 13. | 19 stycznia 2018 | 2017/2018 | HS-102 | –     | Maren Lundby                                                                        | Chiara Hölzl                                                                                     | Irina Awwakumowa                                                                             |
| 14. | 20 stycznia 2018 | 2017/2018 | HS-102 | druż. | Japonia 1. Kaori Iwabuchi 2. Yūka Setō 3. Yūki Itō 4. Sara Takanashi                | Słowenia 1. Urša Bogataj 2. Špela Rogelj 3. Ema Klinec 4. Nika Križnar                           | Rosja 1. Anastasija Barannikowa 2. Aleksandra Kustowa 3. Sofja Tichonowa 4. Irina Awwakumowa |
| 15. | 21 stycznia 2018 | 2017/2018 | HS-102 | –     | Maren Lundby                                                                        | Yūki Itō                                                                                         | Sara Takanashi                                                                               |
| 16. | 18 stycznia 2019 | 2018/2019 | HS-102 | –     | Daniela Iraschko-Stolz                                                              | Sara Takanashi                                                                                   | Katharina Althaus                                                                            |
| 17. | 19 stycznia 2019 | 2018/2019 | HS-102 | druż. | Niemcy 1. Juliane Seyfarth 2. Ramona Straub 3. Carina Vogt 4. Katharina Althaus     | Austria 1. Jacqueline Seifriedsberger 2. Eva Pinkelnig 3. Chiara Hölzl 4. Daniela Iraschko-Stolz | Japonia 1. Yūki Itō 2. Yūka Setō 3. Kaori Iwabuchi 4. Sara Takanashi                         |
| 18. | 20 stycznia 2019 | 2018/2019 | HS-102 | –     | Maren Lundby                                                                        | Anna Odine Strøm                                                                                 | Carina Vogt                                                                                  |
| 19. | 17 stycznia 2020 | 2019/2020 | HS-102 | –     | Eva Pinkelnig                                                                       | Sara Takanashi                                                                                   | Chiara Hölzl                                                                                 |
| 20. | 18 stycznia 2020 | 2019/2020 | HS-102 | druż. | Austria 1. Daniela Iraschko-Stolz 2. Marita Kramer 3. Chiara Hölzl 4. Eva Pinkelnig | Japonia 1. Yūki Itō 2. Nozomi Maruyama 3. Sara Takanashi 4. Yūka Setō                            | Norwegia 1. Anna Odine Strøm 2. Ingebjørg Saglien Bråten 3. Silje Opseth 4. Maren Lundby     |
| 21. | 19 stycznia 2020 | 2019/2020 | HS-102 | –     | Eva Pinkelnig                                                                       | Chiara Hölzl                                                                                     | Maren Lundby                                                                                 |

### Najwięcej razy na podium
| Msc. | Zawodniczka                | Zwycięstwa | 2. miejsca | 3. miejsca | Łącznie |
| ---- | -------------------------- | ---------- | ---------- | ---------- | ------- |
| 1.   | Sara Takanashi             | 7          | 5          | 1          | 13      |
| 2.   | Maren Lundby               | 3          | 0          | 2          | 5       |
| 3.   | Yūki Itō                   | 2          | 2          | 0          | 4       |
| 4.   | Sarah Hendrickson          | 2          | 1          | 1          | 4       |
| 5.   | Eva Pinkelnig              | 2          | 0          | 0          | 2       |
| 6.   | Carina Vogt                | 1          | 1          | 3          | 5       |
| 7.   | Daniela Iraschko-Stolz     | 1          | 1          | 2          | 4       |
| 8.   | Irina Awwakumowa           | 0          | 1          | 2          | 3       |
| 9.   | Chiara Hölzl               | 0          | 2          | 1          | 3       |
| 10.  | Jacqueline Seifriedsberger | 0          | 2          | 0          | 2       |
| 11.  | Maja Vtič                  | 0          | 1          | 1          | 2       |
| 12.  | Anna Odine Strøm           | 0          | 1          | 0          | 1       |
| 12.  | Manuela Malsiner           | 0          | 1          | 0          | 1       |
| 14.  | Katharina Althaus          | 0          | 0          | 1          | 1       |
| 14.  | Ulrike Gräßler             | 0          | 0          | 1          | 1       |
| 14.  | Špela Rogelj               | 0          | 0          | 1          | 1       |
| 14.  | Ema Klinec                 | 0          | 0          | 1          | 1       |
| 14.  | Bigna Windmüller           | 0          | 0          | 1          | 1       |

### Najwięcej razy na podium według państw
| Msc. | Państwo           | Zwycięstwa | 2. miejsca | 3. miejsca | Łącznie |
| ---- | ----------------- | ---------- | ---------- | ---------- | ------- |
| 1.   | Japonia           | 10         | 7          | 2          | 19      |
| 2.   | Austria           | 4          | 6          | 3          | 13      |
| 3.   | Norwegia          | 3          | 1          | 2          | 6       |
| 4.   | Niemcy            | 2          | 1          | 5          | 8       |
| 5.   | Stany Zjednoczone | 2          | 1          | 1          | 4       |
| 6.   | Słowenia          | 0          | 2          | 3          | 5       |
| 7.   | Rosja             | 0          | 1          | 3          | 4       |
| 8.   | Włochy            | 0          | 1          | 0          | 1       |
| 9.   | Szwajcaria        | 0          | 0          | 1          | 1       |